# LYG1
LYG1 (англ. Lysozyme g1) – білок, який кодується однойменним геном, розташованим у людей на 2-й хромосомі. Довжина поліпептидного ланцюга білка становить 194 амінокислот, а молекулярна маса — 21 431.
| 10         |  | 20         |  | 30         |  | 40         |  | 50         |
| ---------- |  | ---------- |  | ---------- |  | ---------- |  | ---------- |
| MSALWLLLGL |  | LALMDLSESS |  | NWGCYGNIQS |  | LDTPGASCGI |  | GRRHGLNYCG |
| VRASERLAEI |  | DMPYLLKYQP |  | MMQTIGQKYC |  | MDPAVIAGVL |  | SRKSPGDKIL |
| VNMGDRTSMV |  | QDPGSQAPTS |  | WISESQVSQT |  | TEVLTTRIKE |  | IQRRFPTWTP |
| DQYLRGGLCA |  | YSGGAGYVRS |  | SQDLSCDFCN |  | DVLARAKYLK |  | RHGF       |

A: Аланін

C: Цистеїн

D: Аспарагінова кислота

E: Глутамінова кислота

F: Фенілаланін

G: Гліцин

H: Гістидин

I: Ізолейцин

K: Лізин

L: Лейцин

M: Метіонін

N: Аспарагін

P: Пролін

Q: Глутамін

R: Аргінін

S: Серин

T: Треонін

V: Валін

W: Триптофан

Кодований геном білок за функціями належить до гідролаз, глікозидаз. 
Секретований назовні.